# Manuel Kindelán y de la Torre
Manuel Kindelán y de la Torre (Santiago de Cuba, 25 de maig de 1864 - ?) fou un advocat i polític espanyol, diputat a les Corts Espanyoles durant la restauració borbònica.
Membre del Partit Liberal dins el sector liberal demòcrata de Manuel García Prieto, fou diputat pel districte de Tortosa primer (1905) i pel de Roquetes després a les eleccions generals espanyoles de 1910, 1914, 1916, 1918, 1919, 1920 i 1923. El 1923 va rebre la Gran Creu de l'Orde d'Isabel la Catòlica.